# آنالی کپیتال
آنالی کپیتال (انگلیسی: Annaly Capital) شرکت املاک آمریکایی است، که در سال ۱۹۹۷ تأسیس شد.